# 一夜暴福
《一夜暴福》，為泰國GMM 25與LINE TV於2019年11月24日起播出的奇幻愛情喜劇，改編自2006年的美國電影《幸運之吻》，由Krist及Punpun主演。
此劇由GMMTV製作，在2018年11月GMMTV的「Wonder Th13teen」新劇宣傳活動上公開先導預告片。其後，此劇於2019年11月在GMM 25電視台及LINE TV首播，2020年2月終映。

## 劇情簡介
Jee是一個自出生起就一直走運的女孩，即使果醬麵包掉在地上，果醬的一側永遠在上方。這令他們家庭自小就享受著優渥的生活，但是當談到愛情時，她並不那麼幸運。由於自己太過好運，以致男朋友最後都離他而去。而Nott是一個熱愛音樂的男生，與Jee相反，他在成長過程中全部遇到的都是倒霉。為了實現自己的夢想，他與Nueng和GD在Mixx Musix公司組成Comet樂隊，但在他們首次發放單曲時，因點擊率極低而被解約。
在Mixx Musix公司的一次聚會中，Jee與Nott相遇，並在交談期間喝醉了，不知不覺地度過了一夜。這導致他們的命運完全逆轉，Nott擺脫了倒霉鬼的命運，帶領樂隊成名。同時，Jee突然沒有了好運，開始遇到很多問題，為了讓自己重獲好運，Jee需要與Nott重新聯繫，因此她申請成為樂隊的經理，再次與Nott有交集。

## 演員陣容
註：括號內的演員姓名為小名。

### 主要人物
- 皮拉瓦·山坡提拉（Krist）飾演 Nott

倒霉鬼，從小沒有一件順心的事，交過的兩個女朋友也因為他的倒霉而離他而去。現在，他更被經紀公司解約。在低潮之下，他前往Mixx Musix聚會中嘗試找老闆Mixx求情不果，但卻遇上了Jee，結果從這時開始他的命運逆轉，成為有名的明星。
- 蘇卡達·顧瓏希（Punpun）飾演 Jee

現職股票公司經紀，自小行好運的女孩。她帶挈家庭住進大屋，獲得的獎品更擠滿了家，更憑藉幸運成為有口碑的股票經紀。但是，自從與Nott度過了一夜後，人生隨即掉落低谷，成為倒霉透頂的女子。

### 其他人物
- 吳夢凡（Pluem）飾演 Nueng

Comet樂隊吉他手，Nott自中學起認識的好朋友。
- 哈里·奇瓦加隆（Sing）飾演 GD

Comet樂隊鼓手，放棄了到韓國做練習生的機會加入樂隊，在Nott還是倒霉時一直鼓勵著他要振作。
- 普洛伊湘普·素帕莎（Jan）飾演 Bono

Jee的好朋友，同為股票公司同事，對男友Mixx持續對她的無視感到不滿。
- 文塔瓦·史藍蓬（Ball）飾演 Mixx

Mixx Musix公司老闆。
- 塔納本·萬羅西力儂（Na）飾演 Putti

年輕的商業家，Jee的股票客戶，曾熱烈地追求她。
- Suphitcha Subannaphong（Jomjam）飾演 Charm

在影片裡宣傳Comet樂隊單曲的明星，是令他們爆紅的關鍵，對Nott有好感。

### 特別出演
- 塔納·羅坤宋巴（Lee）飾演 Lee

飾演本人，Mixx Musix公司熱門明星，因影片得到一億點擊率舉辦聚會，令Jee與Nott相遇。

## 原聲帶
- 來自冥王星的聲音(gmm music)
- Lucky Man(gmm music)
- 不怕(gmm music)
- 一起前行(gmm music)

## 劇集迴響

### 泰國電視收視
- 收視最低的集數以藍色表示，收視最高的集數以紅色表示，而空格則表示該集的收視沒有相關數據。

| 集數 No.   | 播放日期       | 播放時段 (UTC+07:00) | 平均收視率 | 來源   |
| ---------- | -------------- | -------------------- | ---------- | ------ |
| 1          | 2019年11月24日 | 星期日 20:10         | 0.173      | [ 6 ]  |
| 2          | 2019年12月1日  | 星期日 20:10         | 不適用     | 不適用 |
| 3          | 2019年12月8日  | 星期日 20:10         | 0.108      | [ 7 ]  |
| 4          | 2019年12月15日 | 星期日 20:10         | 0.113      | [ 8 ]  |
| 5          | 2019年12月22日 | 星期日 20:10         | 0.292      | [ 9 ]  |
| 6          | 2019年12月29日 | 星期日 20:10         | 0.162      | [ 10 ] |
| 7          | 2020年1月12日  | 星期日 20:10         | 0.181      | [ 11 ] |
| 8          | 2020年1月19日  | 星期日 20:10         | 0.112      | [ 12 ] |
| 9          | 2020年1月26日  | 星期日 20:10         | 0.126      | [ 13 ] |
| 10         | 2020年2月2日   | 星期日 20:10         | 0.126      | [ 14 ] |
| 11         | 2020年2月9日   | 星期日 20:10         | 0.196      | [ 15 ] |
| 平均收視率 | 平均收視率     | 平均收視率           | 0.159      | 1      |

^1  基於每集的平均觀眾份額。

## 外部連結
- GMMTV官方網站 （页面存档备份，存于）（泰文）
- MyDramaList 劇集介紹及劇評 （页面存档备份，存于）（英文）
- 豆瓣劇集介紹 （页面存档备份，存于）（中文）